# Tarrant Crawford
Tarrant Crawford – wieś w Anglii, w hrabstwie Dorset, w dystrykcie (unitary authority) Dorset. Leży 28 km na północny wschód od miasta Dorchester i 158 km na południowy zachód od Londynu.